# Movimento vallone

Bandiera del Movimento vallone.

Il Movimento vallone (in francese: Mouvement wallon) designa l'insieme dei movimenti politici belgi che rivendicano l'esistenza di un'identità vallona e della Vallonia.
Questo movimento ha una prospettiva principalmente linguistica, ma ha anche un aspetto politico e sociale-economico. Ha contribuito a grandi trasformazioni nello stato belga, in particolare alla sua regionalizzazione.

## Storia
Gli storici concordano sul fatto che il movimento politico vallone iniziò nel 1880 con la fondazione di un "movimento di difesa vallone francofono" dopo le prime leggi sulla lingua degli anni 1870. Per storici come Lode Wils, il movimento nacque come un gruppo di colonizzazione amministrativa delle Fiandre. Ha poi assunto il carattere di un movimento che ha affermato l'esistenza della Vallonia e un'identità vallona senza rinunciare alla difesa della Francia. La Vallonia fu timidamente rivendicata dal 1898, ma divenne la rivendicazione principale a partire dal 1905 con il culmine nel Congresso della Vallonia nel 1912 e nella "Lettera al re" di Jules Destrée.
La prima guerra mondiale e una rinascita del patriottismo belga misero un freno al movimento che si fermò. I militanti valloni si unirono negli anni '30 sotto il patrocinio del Raggruppamento Vallone dove rinascevano le idee radicali del 1912, dando origine alle leggi linguistiche del 1932. Durante la seconda guerra mondiale, vari attivisti si distinsero nella Resistenza formando vari gruppi clandestini. Questa guerra mondiale ha ulteriormente radicalizzato il movimento che, per la prima volta, parla di idee di indipendenza, e che porterà alla sua partecipazione attiva alla questione reale nel 1950. Segue poi una pausa di dieci anni che termina con lo sciopero generale dell'inverno del 1960-61 con André Renard, che ha unito il movimento vallone e le rivendicazioni dei lavoratori. La legge Gilson dell'8 novembre 1962 e il trasferimento di Voeren dalla provincia di Liegi alla provincia del Limburgo portarono a una lotta politica e linguistica con alcune violenze negli anni '70 e '80. Voeren è ancora considerata dagli attivisti valloni come parte della Vallonia occupata dalle Fiandre.